# داني والترز
داني والترز (بالإنجليزية: Danny Walters)‏ هو لاعب كرة قدم أمريكية أمريكي، ولد في 4 نوفمبر 1960 في بريسكوت في الولايات المتحدة.

## وصلات خارجية
- داني والترز على موقع مرجع كرة القدم المحترفة.كوم (الإنجليزية)
- داني والترز على موقع كلية كرة القدم في سبورتس رفرنس.كوم (الإنجليزية)
- داني والترز على موقع IMDb (الإنجليزية)